# الکس پرایس
الکس پرایس (انگلیسی: Alex Price؛ زادهٔ ۸ مه ۱۹۸۵) بازیگر اهل بریتانیا است. وی از سال ۲۰۰۰ میلادی تاکنون مشغول فعالیت بوده‌است.
از فیلم‌ها یا برنامه‌های تلویزیونی که وی در آن نقش داشته است، می‌توان به دکتر هو، داستان عامه‌پسند، اسارت، هری پاتر و فرزند نفرین‌شده، پدر براون، انسان بودن و مرلین اشاره کرد.